# Фурнье, Эжен Пьер Николя
Эжен Пьер Николя Фурнье (фр. Eugène Pierre Nicolas Fournier, 15 февраля 1834 — 10 июня 1884) — французский ботаник.

## Биография
Эжен Пьер Николя Фурнье родился в Париже 15 февраля 1834 года.
В 1861 году Фурнье стал доктором медицины Парижского университета, затем получил степень доктора естественных наук.
Фурнье был членом Société Royale de Botanique de Belgique. Он внёс значительный вклад в ботанику, описав множество видов растений.
Эжен Пьер Николя Фурнье умер в Париже 10 июня 1884 года.

## Научная деятельность
Эжен Пьер Николя Фурнье специализировался на папоротниковидных и на семенных растениях.

## Некоторые публикации
Статьи в Бюллетене Société Botanique de France: 
- Sur la valeur du genre Aconiopteris — 1867, n° 14 — p. 261.
- Sur les hyménophyllées recueillies dans l'Amérique centrale par MM. Ch. Wright, Fendler et Th. Husnot — 1868, n°15 — p. 143.
- Sur les fougères de la Nouvelle-Calédonie — 1869, n°16 — p. 389 à 422.
- Sur deux Pellaea nouveau — 1869, n°16 p. LXVIII.
- Sur deux fougères nouvelles du Nicaragua — 1870, n°17 — p. 236.
- Sur les hyménophyllées recueillies dans l'Amérique centrale par MM. Ch. Wright, Fendler et Th. Husnot — 1872, n°19 — p. 239.
- Sertum Nicaraguense — 1872, n°19 — p. 247.
- Sur le genre Bommeria — 1880, n°27 — p. 327.
- Avec Émile Bescherelle — Mexicanas plantas nuper a collectoribus expeditionis scientificae allatas: aut longis ab annis in herbario musei parisiensis depositas praeside J. Decaisne. Paris — typographeo reipublicae, 1872.
- Felices nova-Caledoniae. Enumeratio monographica — Annales des sciences naturelles, 1873, n°18.
- Sur les fougères et les lycopodiacées des îles Saint-Paul et Amsterdam — Compte-rendu de la société botanique, 1875, n°81 — p. 1139.
- Fougères nouvelles introduites par M. J. Linden — L'illustration horticole, 1876, n°23 — p. 99.
- Comptes Rendus — Congrès International de Botanique Horticole, Paris, 1878 — p. 227—252.

## Почести
Род растений Fourniera J.Bommer был назван в его честь.
В его честь были также названы следующие виды: 
- Adiantum fournieri Copel. (1929)
- Archidendropsis fournieri (Vieill.) I.C.Nielsen (1983)
- Asclepias fournieri Woodson (1941)
- Asplenium fournieri Kuhn (1871)
- Berchemia fournieri Pancher & Sebert
- Cattleya fournieri (Cogn.) Van den Berg
- Cheilanthes fournieri C.Chr. (1905)
- × Dactylanthera fournieri (E.Royer) J.M.H.Shaw (2005)
- Dieffenbachia fournieri O'Brien (1890)
- Doryopteris fournieri (Baker) C.Chr. (1905)
- Dryopteris fournieri (Baker) C.Chr. (1905)
- Eranthemum fournieri André (1880)
- Euphorbia fournieri Rebut ex André (1896)
- Feuilleea fournieri Kuntze (1891)
- Flindersia fournieri Pancher & Sebert
- Hoffmannseggella fournieri (Cogn.) V.P.Castro & Chiron (2002)
- Kaempferia fournieri Hort. ex Gentil (1907)
- Laelia fournieri (Cogn.) F.E.L.Miranda (1993)
- Marsilea fournieri C.Chr. (1906)
- Matelea fournieri Morillo (1984)
- Maytenus fournieri (Pancher & Sebert) Loes. (1942)
- Peperomia fournieri C.DC. (1914)
- Polypodium fournieri C.Chr. (1906)
- Polystichum fournieri A.R.Sm. (1980)
- Pteris fournieri C.Chr. (1906)
- Quercus fournieri Trel. (1924)
- Ricinocarpus fournieri Kuntze (1891)
- Sophronitis fournieri (Cogn.)
- Tillandsia fournieri E.Morren ex Baker (1889)
- Torenia fournieri Linden ex Fourn. (1876)
- Vincetoxicum fournieri Kuntze (1891)
- Witheringia fournieri Van Heurck & Müll.Arg.